# 飯田新右衛門

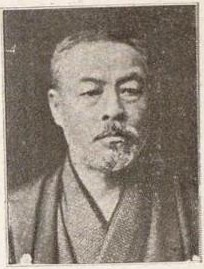
飯田新右衛門

飯田 新右衛門（新右衞門、いいだ しんうえもん、1861年1月20日（万延元年12月10日）- 1915年（大正4年）7月31日）は、明治から大正初期の農業経営者、実業家、政治家。衆議院議員。

## 経歴
常陸国筑波郡真瀬村（若森県筑波郡真瀬村、新治県筑波郡真瀬村、茨城県筑波郡真瀬村、真瀬村真瀬、谷田部町真瀬を経て現つくば市真瀬）の旧家に生まれた。秋場桂園、村田雷蔵らから漢学、法律学を学んだ。農業を営む。
筑波郡福岡村外二カ村連合戸長、筑波郡書記、登記所書記、学務委員などを務めた。1892年（明治25年）茨城県会議員に選出され1896年（明治29年）まで在任し、同常置委員も務めた。
1908年（明治41年）5月、第10回衆議院議員総選挙（茨城県郡部、立憲政友会）で初当選し、1912年（明治45年）5月の第11回総選挙（茨城県郡部、立憲政友会）でも再選され、衆議院議員に連続2期在任した。
実業界では、東京荻窪銀行頭取、竜ケ崎瓦斯社長などを務め、また、板垣退助の信任を受けて土陽新聞（現高知新聞）社長に就任した。
腎臓病の療養中、1915年7月、東京市浅草区黒船町の自宅で死去した。